# スイス宇宙局

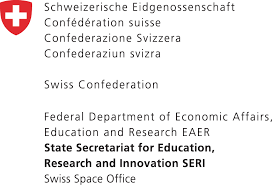
Logo

スイス宇宙局（Swiss Space Office, SSO）はスイスの宇宙機関。1998年に設立され、本部はベルンに位置する。

## 概要
SSOはスイス連邦参事会が定めるスイスの宇宙政策を計画・実施する行政機関である。
スイスは設立時からの欧州宇宙機関（ESA）の参加国であり、ESAの枠内での宇宙研究開発を行っている。2009年度のESA拠出金は9440万ユーロであり、全体の2.63%を占めて、参加国中8位だった。
スイス初の人工衛星は2009年にローザンヌ技術専門学校がインドのPSLVロケットにより打ち上げたスイスキューブであり、この衛星によってスイスは世界で49番目の衛星保有国となった。
スイス国内における宇宙開発の公的機関として、SSOのほかにSER（教育研究事務局）が存在する。

## スイスの宇宙技術

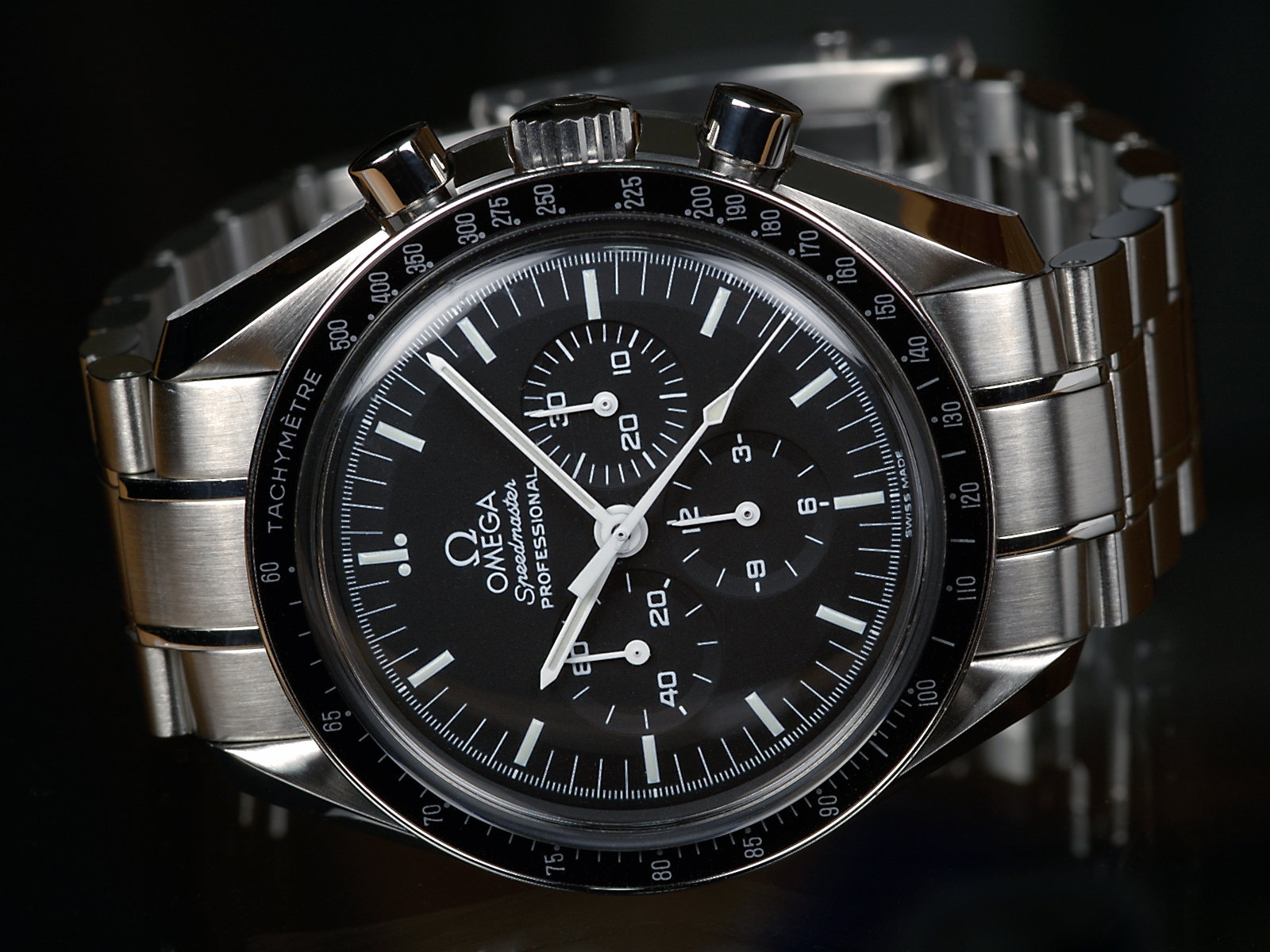
1965年、厳しい審査の後にスイスのオメガスピードマスタープロフェッショナルがNASAの宇宙ミッションに認可され、月面で初めて使用された時計となった

下記はスイスが参加したミッションの一部
- オメガスピードマスター（英語版）は月面でエドウィン・オルドリンが着用し、NASAの宇宙飛行士の標準品となっている。
- アポロ計画において月面で太陽風の測定に使用された真空シリンダーはベルン大学で開発された。
- 1974年以来打ち上げられているアリアンロケットのペイロードフェアリングは、全てスイスのRUAG社が製造。当初はエリコン社（Oerlikon）の工場で製造され、後に国営兵器製造業ルアク社（RUAG）の「宇宙」部門に吸収された。
- NASAのマーズ・パスファインダーはスイスのMaxonモーターを使用している[6][7]
- NASAの火星探査機フェニックスに搭載された原子間力顕微鏡。マッチ箱ほどのサイズ。
- 水星探査を行うベピ・コロンボの欧州探査機に搭載されるレーザー高度計「ベラ（BELA）」
- ESAが開発したガリレオ航法衛星は、ヌージャテルで開発された原子時計が搭載されている。
- 世界で最も精密な超高性能分光計「ハープス（HARPS）」
- 太陽系外惑星を観測する宇宙望遠鏡「ケオプス（CHEOPS）」の製造もスイスが担当。
- 欧州補給機(ATV)の基本構造材、太陽電池パネルの展開機構、デブリシールドなど[8]。